# 사이크스–피코 협정

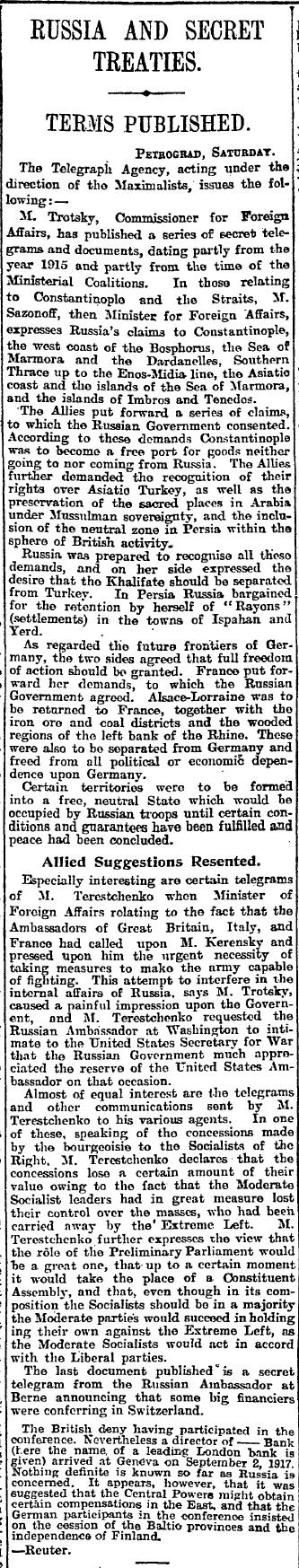
1917년 11월 26일 가디언 지에서 발췌한 기사. 이 기사는 사이크스-피코 협정을 알린 첫 번째 영문 기사 중 하나이다.

공식적으로 소아시아 협정(Asia Minor Agreement)으로 알려진 사이크스 피코 협정(Sykes–Picot Agreement)은 러시아 제국의 동의와 함께 대영제국, 프랑스간에 맺어진 비밀 합의로 제1차 세계 대전 이후 협상국이 오스만 제국을 격파한 이후 중동의 세력권을 나누기 위한 협정이다. 이 조약은 1915년 11월부터 1916년 3월까지 협상했다. 1916년 5월 16일에는 조약을 결론지었다.
이 협정은 오스만 제국의 아라비아 반도 외 아랍 지역을 미래의 영국과 프랑스 지역으로 분할했다. 이 협정은 협상을 맡은 프랑스 외교관 프랑수아 조르주 피코와 영국 외교관 마크 사이크스의 이름을 따서 만들어졌다. 러시아 제국은 사이크스-피코 협정에서 거의 끼어들지 못했으나, 1917년 10월 혁명으로 볼셰비키가 이 협정을 폭로하면서 "영국은 당황했고 아랍은 경악했으며 터키는 기뻐했다."라고 전해졌다.

## 영토 할당
영국은 바다와 요르단강 사이 해안 지역, 요르단, 이라크 남부, 하이파, 아코 등의 항구 지역을 얻었으며 지중해에 대한 점유권을 가지게 되었다. 프랑스는 터키 남동부, 이라크 북부, 시리아, 레바논 지역을 얻었다. 러시아 제국은 이스탄불, 터키 해협, 아르메니아 빌라예트를 얻었다. 또한, 점령 국가는 영향 지역 내의 주 경계를 자유롭게 설정할 수 있었다. 그리고, 러시아와 메카 샤리프를 포함한 다른 국가들 간의 국제적 관리 지역 협의를 위한 추가 협상이 있을 것으로 예상했다.

## 같이 보기
- 시리아 사회민족당
- 언약사회 (Covenant Society)
- 시리아의 지리
- 사우디아라비아의 지리
- 사우디아라비아의 통일
- 독일-소련 불가침 조약
- 프랑스 식민지의 국기 목록
- 프랑스 식민 제국
- 프랑스의 점령지 및 식민지 목록
- 가쓰라-태프트 밀약(1905년)

## 추가 자료
- The Sykes–Picot Agreement
- Sykes–Picot agreement – text at UNISPAL
- Sykes-Picot from Yale
- Mid East Author
- Erik Jan Zürcher (2004). 《Turkey: A Modern History》. I.B.Tauris. 143–145쪽. ISBN 1-86064-958-0.
- Isaiah Friedman (1992). 《The Question of Palestine》. Transaction Publishers. 97–118쪽. ISBN 0-88738-214-2.
- James Barr (2012). 《A Line in the Sand: Britain, France and the Struggle That Shaped the Middle East》. Simon & Schuster. ISBN 1-84739-457-4.